# 일본국유철도 EF81형 전기 기관차
EF81형 전기 기관차(일본어: 国鉄EF81形電気機関車)는 일본국유철도에서는 1968년부터, 일본 화물철도(JR화물)에서는 1989년부터 제작한 교직 양용 전기 기관차이다.

## 개요
EF81형은 50Hz 및 60Hz의 교류 전철화(電化) 구간과 직류 전철화 구간을 직결 운행할 수 있는 3전원 방식의 전기 기관차로 개발되었다.
본선용 교직양용 전기 기관차의 경우 1962년부터 조반선에서 EF80형이 사용되고 있었다. 그러나 이 EF80형 기관차는 중량 경감을 위해 1대차 1모터 방식 등의 특수한 설계 방침으로 되어 있어 장거리·광범위 운용용의 표준기로는 보수나 성능 면에서 과제가 적지 않았다.
1965 ~ 1975년대에는 이미 직류기·교류기의 표준화가 완료되었다. 이러한 설계나 운용의 경험을 기본으로 당시의 직류 표준 전기 기관차인 EF65형을 기본으로 하여 광범위 운행에 적합한 표준형식 교직양용 기관차로서 본 형식의 개발이 진행되어 1968년 양산 선행기가 히타치 제작소에서 완성되었다. 이것이 EF81형이다.
본 형식은 1979년까지 156량이 히타치 제작소·미쓰비시 중공업에서 제작되어 당초 상정한 조반선 등을 시작으로 일부 사양을 변경한 차량이 간몬 터널 구간의 특수용도로도 사용되었다. 1987년의 일본국철 분할 민영화와 함께 156량 전부가 동일본 여객철도(JR동일본)·서일본 여객철도(JR서일본)·큐슈 여객철도(JR큐슈)의 각 여객 회사와 JR 화물에 승계되었다. JR 화물에서는 증가하는 수송량에 대응하기 위해 1989년부터 이 형식을 재생산했다.
현재까지 이 형식의 총 제조수는 164량에 이른다. 범용성이 높고 후계기 개발도 지연되는 등의 사정으로 최근까지 164량 전량이 사용되어 왔지만, 여객철도 회사에서는 기관차 견인 열차가 감소하였고 JR 화물에서는 EH500형이나 EF510형의 제작 개시에 수반하여 초기 차량을 중심으로 도태가 시작되었다.

## 구조
차체는 국철 신형 전기 기관차의 표준 형태로 교류직류 기기를 수용하기 위해 기기실을 확대하여 전체 길이는 18m, 폭 2,900mm의 대형차체가 되었다. 본형식 1량으로의 열차 견인을 전제로 설계되어 중련 운전을 위한 총괄 제어장치는 탑재하지 않고 또한 정면의 관통문도 탑재하지 않는다. 정면창 상부 좌우에 2등의 전조등, 정면 하부 좌우에 2등의 표지등을 배치하여 정면창 직하에 스테인리스의 장식대를 배치하는 의장은 EF65형이나 EF80형 등과 동일한 양식이다. 외부도색은 교직류차량 표준의 빨강 13호(로즈 핑크)이다.
종래의 교류기에서는 지붕위에 있던 단로기나 차단기, 주퓨즈 등의 특별 고압 기기를 실내에 수용하여 팬터그래프 이외의 기기를 옥외에 노출시키지 않는 구조로 하고 있다. 이것은 염해와 빙설에서 전기 기기를 보호하기 위한 대책이다. 기기 배치의 관계로 주저항기는 옥상에 마련한 대형의 커버안으로 납입할 수 있었다. 팬터그래프는 하부 교차식의 PS22형으로 소형 경량화와 내설성능을 향상하고 있다.
다른 내한 설비로 공기 제동 관계 기기나 살사 장치 등에는 히터를 설치하여 정면의 배장기(스커트) 하부에는 스노우 쟁기(눈치우는 기기)를 탑재한다. 이들 추가 장비로의 대응으로서 차체 장비 각부의 경량화를 도모하여 운전 정비 중량은 100.8t, 축중 16.8t으로 하고 있다. 이것은 EF65형에 비해 약 5%의 중량 증가이다.
제어 방식은 국철 직류 전기 기관차의 일반적인 저항제어 방식으로 교류 전철화 구간에서는 교류 20kV를 주변압기와 주정류기, 주평활 반응 장치로 직류 1,500V로 변환하여 주저항기를 경유하여 속도를 제어한다. 교류 전기 기관차로 일반적인 변압기 탭 제어는 실시하지 않고, 직류기의 EF65형에 교류 대응 기기를 부가한 구조라고 할 수 있다. 교류 전철화 구간에서는 50Hz/60Hz의 양주파수에 대응하면서 직류 전철화 구간을 포함하여 3방식의 전철화 구간을 본형식 1량으로 직통 운행하는 것이 가능하다.
주전동기는 국철 신성능 전기 기관차의 표준인 직류 직권 전동기 MT52형을 6기 탑재한다. 2,550kW의 정격 출력은 EF65형과 동등하고 10‰의 구배에서 1,200t의 열차를 견인하는 것이 가능하다. 대차는 흔들림방지를 폐지하여 구조를 간소화한 신형식의 DT138형(양단)·DT139형(중간)을 채용했다.
여객 열차를 위한 장비로 난방 전원의 공급 설비를 탑재한다. 교류 구간에서는 주변압기의 3차 코일로부터, 직류 구간에서는 전용의 사이리스터 인버터로부터 전원을 공급한다. 이것은 사용 대상 구간의 일본해 종관선에서 운용되는 객차가 전기 난방(전난, EG)을 이용하고 있었기 때문에 차체 측면의 승무원문 인접부에는 난방 전원 공급 확인용의 표시등을 설치하고 있다.

## 형태 구분

### 기본 번대
본형식의 일반 사양차로 1968년 - 1979년에 152량(1 - 152)이 신조 되었다.

#### 1 - 38호기
1968년 - 1969년에 제작되었다.

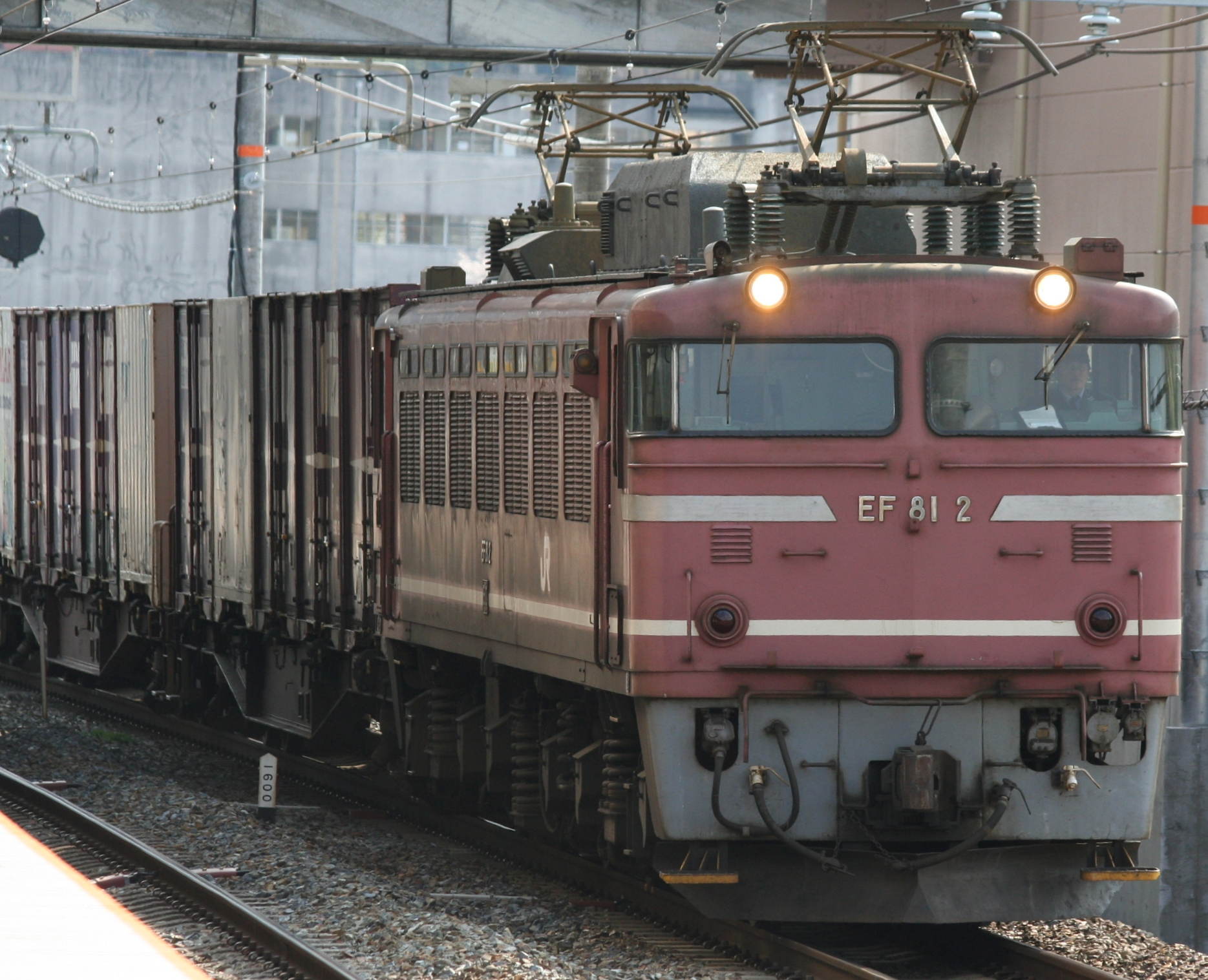
EF81 2
JR화물 소속의 갱신 공사 시공기로 측면 사방에 백선을 표시한다.

1호기는 1968년 제작의 양산 선행차로 옥상 저항기 커버 형상이나 내부 기기가 양산기와 다른 것 외에 정면 하부 좌측에 경적을 탑재하였다. 1969년 제작의 2이후가 양산기로 1의 운용 결과를 기본으로 각부를 개량하고 있다. 주요 전기 기기나 회로의 변경을 실시하였다. 공전시의 재점착은 양산 선행기가 놋치려를 채용하고 있었으나 토크 변동이 크고, 양산기에서는 놋치 멈춤 방식이 되었다. 또한 주저항기의 용량 증대와 지붕위 저항기 커버의 형상이 변경되고 있다.
정면 중앙부 위의 좌우에는 통풍구를 마련하여 차량 번호는 스테인리스의 수제 문자를 차체에 직접 붙이는 방식이다.
20계 객차의 110km/h 견인 대응으로 증압 제동 장치·전자 지령 제동 회로·원래 공기류를 보내는 안내관·전용의 점퍼 연결기(KE59형·KE72형)를 탑재하고 있다.

#### 39 - 136호기
1972년 - 1977년에 제작되었다.
주제어기나 주저항기·단위 스위치 등 내부 기기의 사양을 개량하여 운전대는 계기판 등의 조작 기기나 내장을 인간공학에 근거한 개량이 이루어졌다. 본 번대 이후 20계 객차용의 KE59형 점퍼 연결기는 폐지되었다.
외관상은 정면의 통풍구가 없어지면서 지붕위의 기기 커버 형상이 변경되었다. 표지등은 전구 교체를 차체 외측에서 실시하는 '외하메식'으로 변경하여 소형화했다. 차량 번호는 문자 표기를 일체화한 블록 플레이트로 되었다.
47호기 이후에는 전난표시등의 전구 교환을 차체 내부에서 실시하는 방식으로 바뀌었다. 외관상에서는 47 - 126호기가 종장의 사다리꼴, 127 - 136호기가 소형의 사다리꼴 외관이 되어 있다.
75호기 이후는 저항 버니어 제어기의 설계가 변경되어 일부 기기의 비PCB화를 실시했다. 또한 공전 검출 방식의 개량으로 공전 검출용의 마그네틱 앰프가 3개에서 6개가 되어 각축이 독립된 형태가 되었다. 외관상에서는 지붕위의 저항기 탈착 변경 방식의 변경에 의해 차체높이가 30mm 높아지고 있다.

#### 137 - 152호기
1979년에 제작되었다.

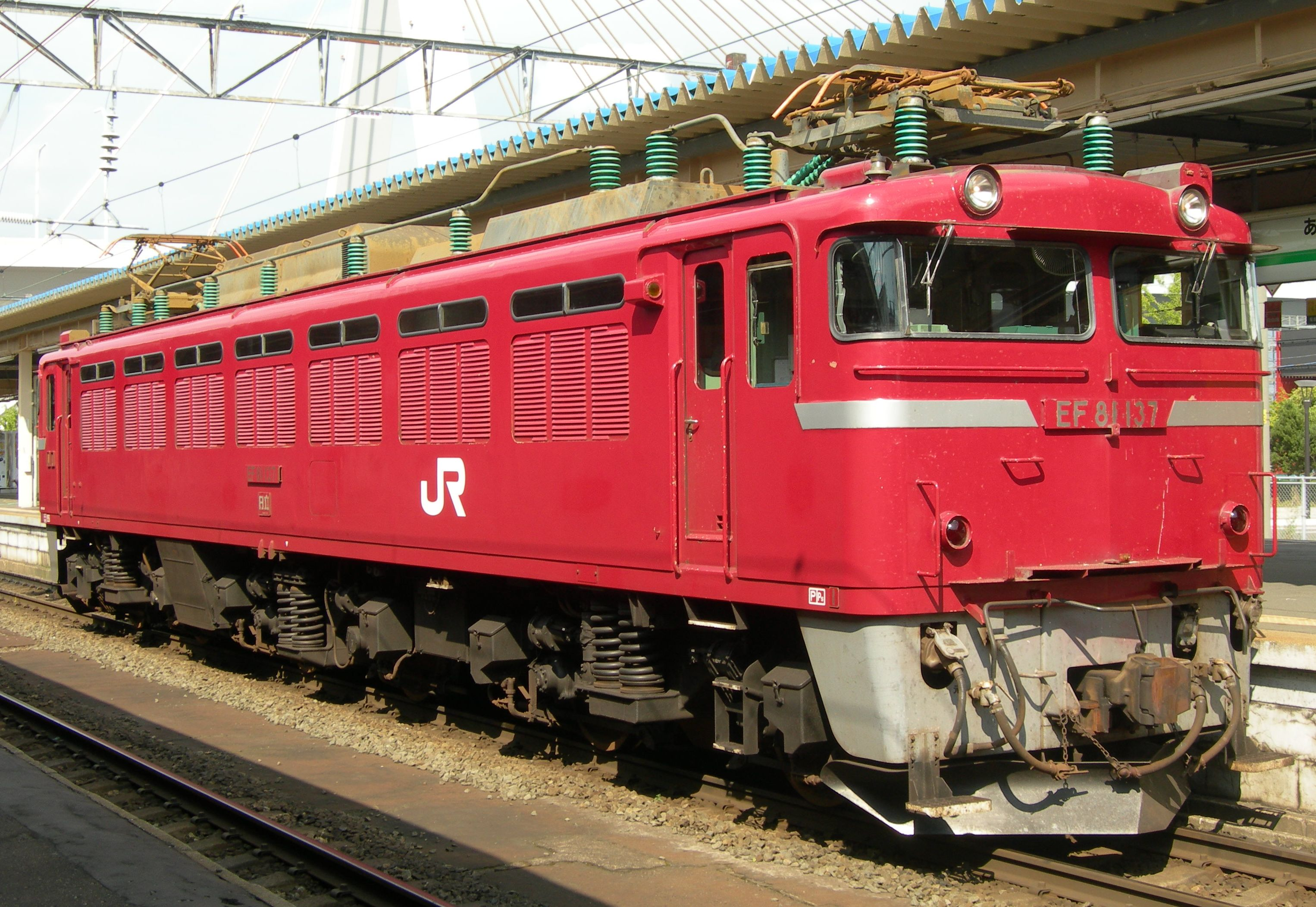
EF81 137
(아오모리역)

차체 구조가 변경되어 전면창 위에는 일체형의 차양이 설치되었다. 차량 번호판은 에칭 마감이다.
주전동기는 전기자축의 지름을 종래의 120mm에서 130mm로 굵게 하여 강도를 향상한 MT52B형으로 변경되어 각 기기의 점검 유연성 및 절연 대책도 강화되었다. 또한 대차는 일반 압연 강판에서 용접 구조용 압연 강재로 재질이 변경되었다.

### 300번대

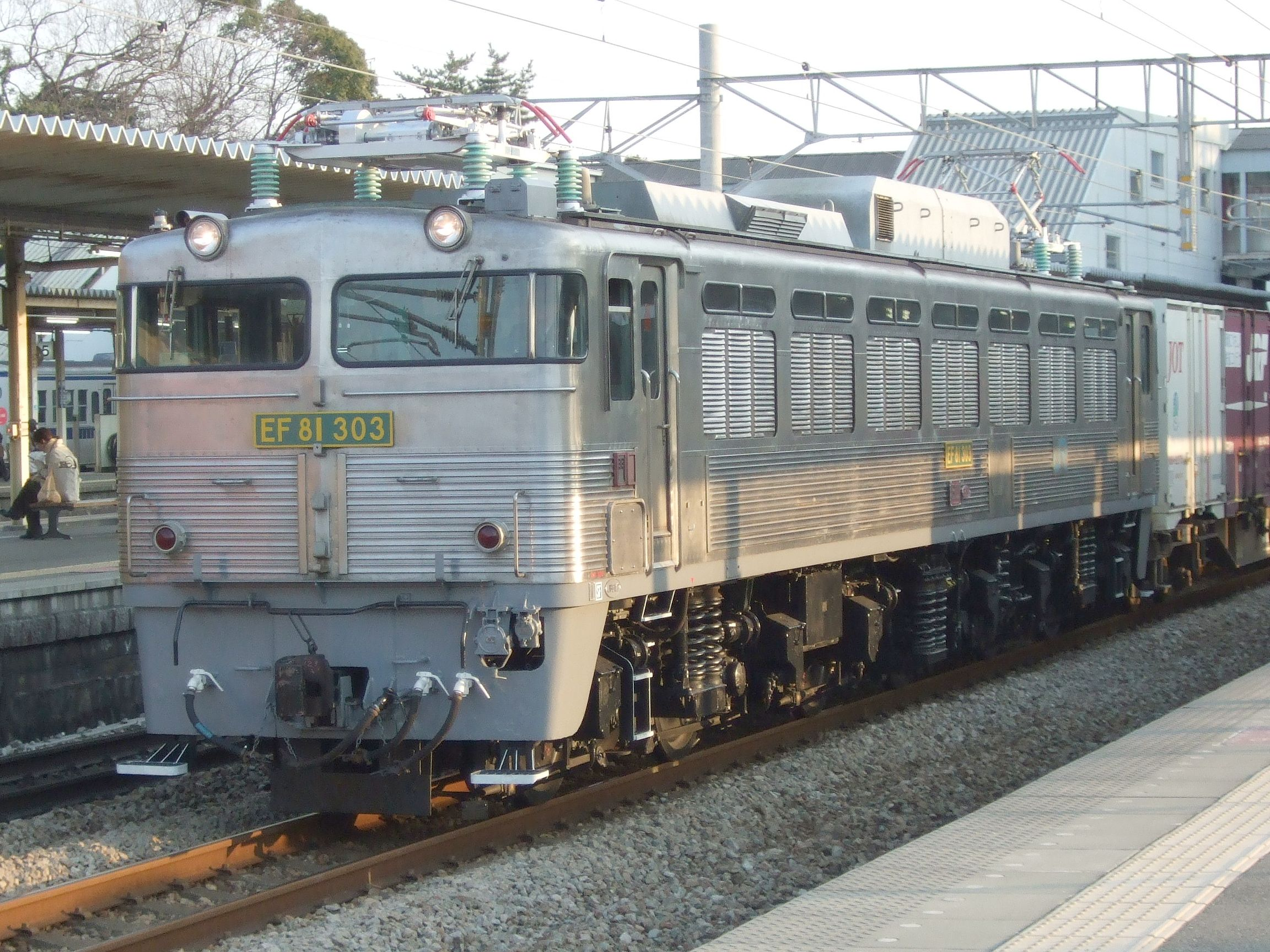
EF81 303
(2010년 2월)

간몬 터널용의 특수 사양차로 1973년 - 1974년에 4량(301 - 304)이 신조 되었다.
당시 간몬 터널에서 사용되고 있던 EF30형 전기 기관차의 증비차로 제작되었다. 해수가 적하 하는 고습도 환경의 해저 터널을 포함한 구간에서 이용하기 위해 부식 방지 대책으로 차체외판을 스텐레스로 하고 있다. 판두께가 보통 강철 제품 차체보다 얇은 것으로 인해 차체 하부 사방에 일그러짐을 막는 콜 게이트 가공을 하고 있다. 차량 번호는 정면 측면과 가장자리 설치의 번호판이며 정면의 장식대는 탑재하지 않는다. 전기 난방용의 전원(EG)은 장비하지 않고, 운전대 측면에서 전난표시등은 없다.
외부도색은 스테인리스 외판의 무도장이었지만, 2량(301·302)은 일반차와 동일한 빨강 13호로 도장되었다. 이것은 1978년 10월 국철 다이어(운전 시각표) 개정에 수반하여 조반선·미토선의 EF80형 교체를 목적으로 우치고 기관구에 전속했기 때문에 1985년 모지 기관구에 복귀한 이후에도 그대로 사용되었다. 다른 2량(303·304)은 무도장인 채이다.
간몬 터널을 통과하는 모지 - 시모노세키간에서 사용된다. 당초는 1대의 견인기로 견인할 수 있는 여객열차 중심의 운용이 짜여지고 있었으나 EF30형이 도태할 때 화물열차 견인 대응으로 중련 총괄 제어장치를 추가 설치하여 중련 운용을 가능하게 했다. 중련 총괄 제어 개조 내용에 대해서는 후에 서술하는 400번대와 거의 같다. 2008년 현재 4량 모두 JR화물 모지 기관구에 배치되어 400번대·450번대와 공통으로 사용되고 있다.

### 400번대

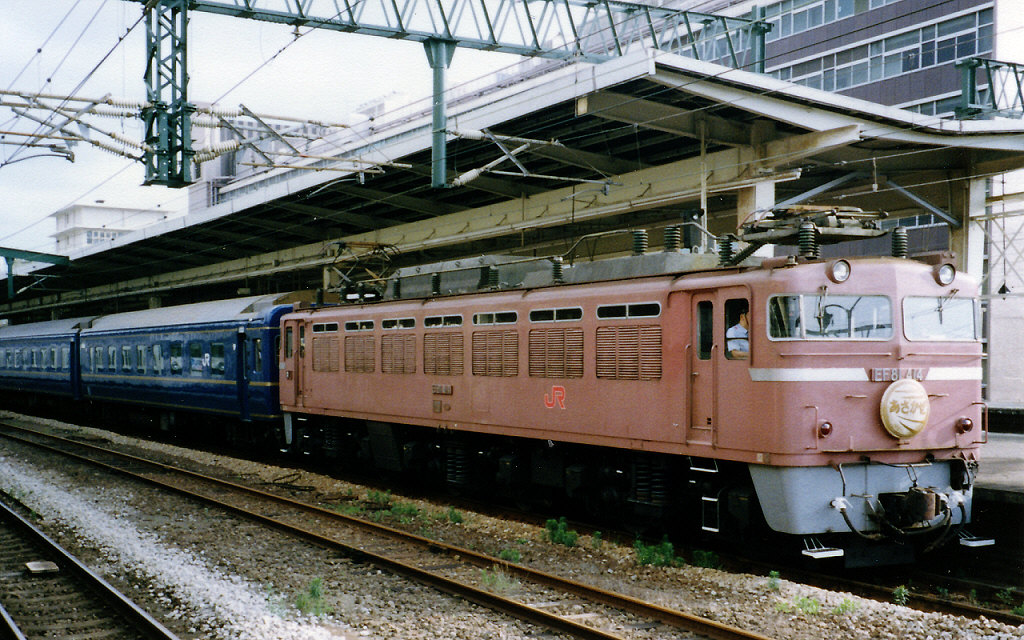
'아사카제'를 견인하는 EF81 414
(1991년 7월)

간몬 터널 구간에서 사용되어 온 EF30형의 후계기로 기본 번대를 중련 운용할 수 있도록 총괄 제어 기능을 부가한 번대이며 1986년부터 1987년에 걸쳐 기본 번대에서 14량(401 - 414)이 국철 고쿠라 공장에서 개조되었다. 히타치 제작소제의 중기 제조기를 기존차로 하여 개조 공사는 2량 단위로 행해졌다.
해수가 상시 침윤하는 해저터널 구간 대책으로 내염해 조치를 실시하여 팬터그래프에 부식 방지제가 칠해져 지붕위 전면에는 부식 방지제인 '론 옷감'이 도포되고 있다. 차체는 보통 강철제인 채로 외부도색도 일반차와 동일한 빨강 13호이다. 열차 난방은 사용하지 않기 때문에 전기 난방용 급전전은 철거되어 JR 규슈 소속기는 후에 차체 측면의 전난표시 등도 철거하고 있다. 주정류기에 부속된 전기 난방용의 인버터와 주변압기의 3차 코일은 존치 되고 있다.
제어 계통에는 중련 운전에 대응한 제설비를 추가하고 있다. 최대 22‰구배가 존재하는 간몬 터널 구간에서 1200t 화물열차를 견인하기 위한 조치로 중련 총괄 제어장치를 추가 설치하고 있다. 개조 내용은 제어 회로 및 저압 보조 회로 등의 수제 안내화, 운전대에 '타차주 전동기 전류계'의 신설, 본무기 혹은 보기의 고장시 고장기를 전기적으로 떼어내는 '제어 회로 개방기'가 1엔드 측에 설치되어 있다. 또한 공기제동은 중련 총괄 제어 운전에 대응하기 위해 교차 관방식으로 변경하여 엔드간에 제동 선택을 하기 위한 코크를 중련 총괄 제어 대응의 것으로 변경하고 있다. 초기 제작차에 대해서는 중련 총괄 제어에 지장이 있는 버니어 제어기·공전 제어기 등 제어 회로를 중기형(75 - )의 사양으로 통일하는 추가 개조를 실시하여 주차단기 보관 유지 회로·팬터그래프 비상 하강 회로 등의 취급을 통일했다. 다만 최초로 개조된 401및 402는 버니어 제어기의 개조가 미시공으로 이 이후의 차량과는 중련 총괄 제어를 조성할 수 없었지만, 후에 버니어 제어기의 추가 개조를 실시하여 중련 총괄 제어의 편성 제한은 없어지고 있다.
중련 운전 구간이 짧은 관계로 중련 총괄용의 점퍼마개·호스류는 '편이동' 구조로 추가되어 운용시에는 기관차의 방향이 한정된다. 같은 이유로 공정수 삭감을 위한 정면 관통문의 설치도 생략 되었다.
완성 후에는 모지 기관구에 8량(401 - 408), 오이타 운전소에 6량(409 - 414)이 배치되었다. 국철 분할 민영화 이후에는 JR화물 모지 기관구와 JR큐슈 오이타 철도 사업부 오이타 차량센터에 그대로 배치되어 간몬 터널을 경유하는 화물열차·침대 특급에 사용되어 왔다.
간몬 터널 구간 이외에서는 JR화물 도야마 기관구에 총계 4량(404·406·407·408)의 배치 이력이 있다. 2007년 3월에 배치된 2량(404·406)은 계속 해당 기관구에 재적하여 일본해 종관선에서 운용되고 있다.

### 500번대

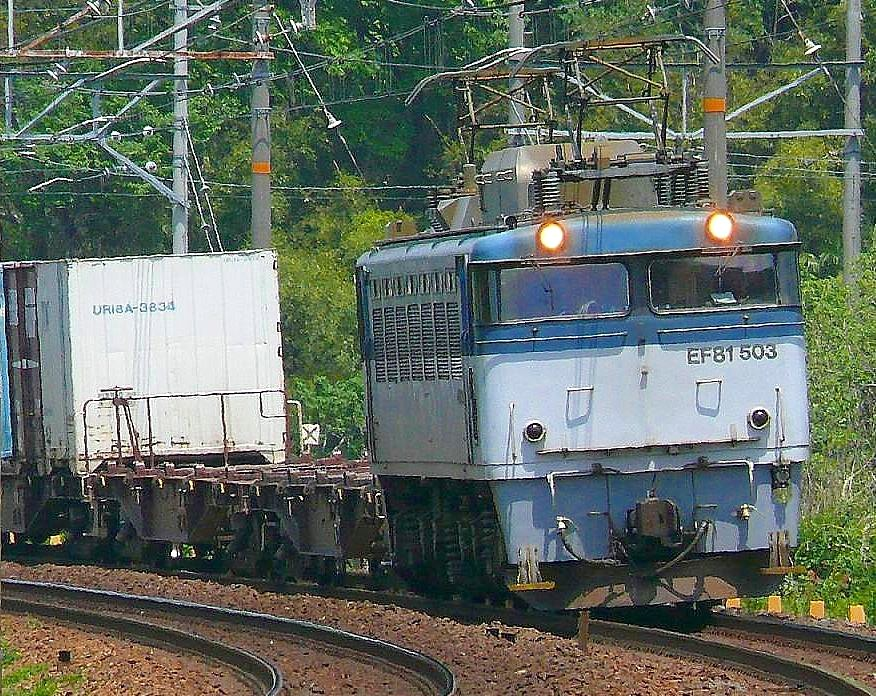
EF81 503

JR이행 후의 화물 수송량 증가로 일본해 종관선의 수송력을 증강하기 위해 JR화물이 신조한 일반 사양 형식에서 1989년에 3량(501 - 503)이 제작되었다.
성능이나 기본적인 구조는 기본 번대의 최종 증비차를 답습했지만, 각부의 사양을 변경하고 있다. 여객 열차로의 사용은 고려되지 않고 전기 난방용의 인버터 장치나 점퍼마개를 비탑재로 한 것 외에 제동 장치는 20계 객차 견인에 필요한 편성증압기능을 생략하여 1대의 운행기 증압기능만을 탑재한다.
도장은 차체 상부가 짙은 블루의 도색분리, 차체 하부가 밝은 회색, 운전실측 출입문은 로즈 핑크의 JR화물 표준 배색이다. 대차는 회색으로 도색되었다. 차량 번호 표시는 정면 운행의 우측, 측면은 운행 우측의 운전대측 출입문 후방으로 옮겨져 서체도 변경되었다. 스테인리스의 장식대는 탑재하지 않는다.
도야마 기관구에 배치되어 기본 번대 등과 공통으로 일본해 종관선의 화물열차에 사용되고 있다.

### 450번대

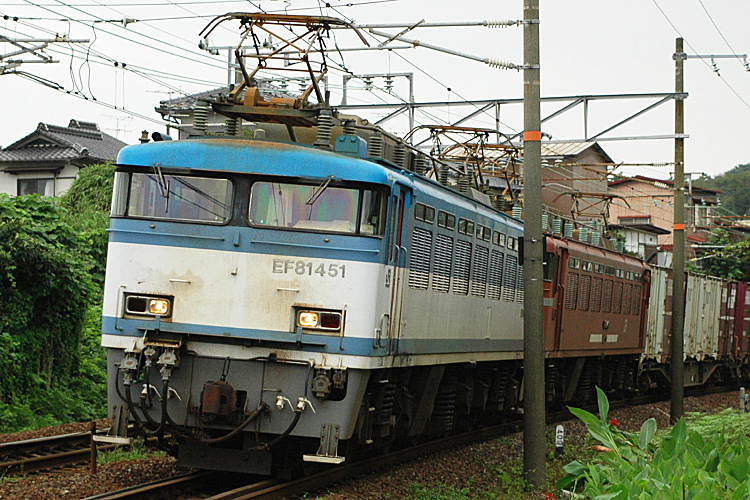
등 종류를 일체화하여 전면 하부에 설치한 451호기

1991년의 다이어 개정으로 혼슈 - 규슈 화물열차 증발에 대응하기 위해 종래부터 사용되고 있는 400번대의 증비로 JR 화물이 신조한 간몬 터널용 특수 사양 목적이며 1992년까지 5량(451 - 455)이 제작되었다.
500번대의 사양을 기본으로 중련 총괄 제어장치를 추가한 사양으로 기관차의 방향이 바뀌어도 운용하기 쉽게 점퍼마개를 좌우 양측으로 탑재한 '양방향' 구조이다. 여객 열차의 견인은 고려되지 않고 전기 난방용의 각종 장비는 탑재하지 않는다. 주전동기를 차축에 길게 걸쳐 놓은 베어링을 평베어링에서 코로 베어링으로 변경하여 주행저항을 저감하고 있다.
외부도색은 500번대와 같은 배색이지만, 차체 하부 사방에 청색의 띠가 추가되었다. 차량 번호의 표기 위치나 장식한 띠를 가지지 않는 정면의 의장도 500번대와 동일하다.
초년도 제작의 2량(451·452)은 전조등과 미등을 일체화한 후 전면 하부에 설치했지만, 1992년제의 3량(453 - 455)은 종래기와 동일한 정면 상부에 전조등을 배치했다. 이것은 강설 지역에서 전조등의 착설을 막아 전방 시야를 확보하기 위한 것으로 장래의 전용을 고려하여 범용성을 향상시킨 것이다.
제작 당초에는 전차량이 모지 기관구에 배치되어 있었지만, 해당 기관구에서 EH500형의 사용을 개시한 2007년 3월 18일의 다이어 개정에 즈음하여 3량(453 - 455)이 도야마 기관구로 전속했다.

## 운용의 변천과 현황

### 국철시대
설계 사양은 국철의 전철화 구간 모든 곳을 1량으로 운용할 수 있는 본형식이지만 국철 시대는 장거리를 통한 운용이 많지 않았다. 장거리 주행에 의한 과도한 소모를 막는 것 외에 직류 구간에서는 EF15형이나 EF58형·EF65형 등이, 교류 구간에서는 호쿠리쿠 본선에서 EF70형, 도호쿠 본선에서는 ED71형·ED75형 등이 이미 다수 사용되어 제작비가 높은 본형식을 다용하지 않고도 기관차의 필요수를 충족할 수 있는 상황에 있던 것도 영향을 주었다.
국철의 합리화가 진척한 1980년대 이후 기관차의 소요수를 적정화할 필요로인해 1량으로 장거리 운용이 가능한 본 형식이 중용되었다. 일본해 종관선에서는 교류 구간에서 EF70형을 도태시켜 호쿠리쿠 본선 마이바라 - 다무라 간의 교직류 접속을 직통화하여 직류 구간에서 EF15형이나 EF58형 등의 노후된 형식이 도태되면서 본형식에 의한 직통 운행의 비중이 증가하였다.
도쿄 지구에서는 EF81형보다 먼저 조반선용으로 투입되고 있던 같은 교직류기인 EF80형의 노후화에 수반한 본형식으로의 교체로 시작하였으며 반대로 도호쿠 본선에서는 이미 본형식이 충당되고 있던 교직류 직통 운용이 EF65형 1000번대·ED75형에 의한 운용으로 되돌려져 직통 운용 구간의 비중은 감소했다. 그 후 국철 분할 민영화 직전의 1986년 11월 다이어 개정에서는 아키타 - 아오모리간의 오우 본선 구간에서 본형식의 운용이 개시되어 오사카 - 아오모리간 1023.5km의 일본해 종관선 직통 운용과 동시에, 해당 구간에 사용해 온 ED75형 700번대를 쓰가루 해협선용의 전용기에 전용하는 것으로 하고 있다.
1987년 4월의 JR 이행에서는 JR동일본에 78량, JR서일본에 16량, JR규슈에 6량, JR화물에 56량이 승계되었다.

#### 일본해 종관선
- 1969년 - 초기 그룹 38량이 1968년 12월부터 생산되어 도야마 제2기관구에 집중 배치되었으며, 같은 해 9월 이토이가와 - 나오에쓰 역간의 전철화 개업과 동시에 운용이 개시되었다. 당초의 운용 구간은 가나자와 - 니가타 정차장 구간이었다.
- 1972년 - 우에쓰 본선·하쿠신 선 전철화에 수반하여 사카타 기관구에 35량이 신조 배치된다.
- 1974년 - 고세이 선 개업에 수반하여 쓰루가 제2기관구에 26량이 신조 배치된다. 사용 개시 이후 단계적으로 운용 구간을 확대하여 일본해 종관선의 오사카 - 아키타간 침대 특급 '니혼카이' '츠루기', 급행 '기타구니' 등의 우등 열차 외에 보통 열차나 화물열차까지 광범위하게 운용되었다.
  - 일본해 종관선용의 EF81형은 1977년까지 초기차 - 후기차까지 총 123량이 신조 배치되었다. 내역은 사카타구 51량, 도야마 제2구 45량, 쓰루가 제2구 27량이다.
- 1979년 - 히가시니가타 기관구에 16량이 신조 배치되어 일본해 종관선의 정기 운용에 투입된다. 이 후 사카타 기관구의 소속 차량수는 서서히 삭감된다.
- 1985년 3월 14일 - 다이어 개정으로 사카타 기관구가 폐지되어 새롭게 나가오카 운전구가 EF81형 배치구가 되었으며, 이후 일본해 종관선용의 EF81형은 히가시니가타·나가오카·도야마 제2·츠루가 제2의 소속이 된다.

#### 도쿄 지구
- 1973년 - 중기차 13량(82 - 94)이 다바타 기관구에 신조 배치되어 도호쿠 본선의 스미다가와 - 후쿠시마간의 화물열차 견인에 충당되었다.
  - 당시 EF81형 13량으로 도호쿠 본선의 화물열차 10편의 운용을 맡고 있어 조반선·미토선으로의 정기 운용은 설정되어 있지 않았다. 조반선 계통에서는 1962년 - 1967년에 신조 배치된 EF80형 63량을 사용하여 본형식은 도호쿠 본선의 일부 정기 운용에 충당되게 되었다.
- 1979년 - 모지 기관구의 300번대 2량(301·302)·도야마 2구의 중기차 2량(80·81)의 합계 4량이 조반선 이와키 기관구에 전량 배치되어 EF80형과 더불어 조반선 계통의 정기 운용에 투입되었다.
- 1982년 - 사카타구의 4량(75 - 78)·도야마 2구의 2량(79·95)·쓰루가 2구의 2량(96·97)의 합계 8량이 조반선 계통으로 전용되어 같은 해 10월 1일까지 이와키 구에 6량(75 - 79·97), 다바타구에 2량(95·96)이 전입했다. 종전부터 사용해 온 EF80형의 퇴역이 목적으로, 다바타구의 EF81형은 도호쿠 본선의 운용을 EF65형 1000번대·ED75형으로 대체하고 조반선 계통에 전용하여 EF80형의 퇴역을 진행시켰다.
- 1982년 11월 - 이와키 구에서 다바타 구에 2량(301·302)이 전속 한다.
- 1983년 - 조반선 우등 열차인 침대 특급 '유쓰루'나 야행 급행 '도와다' 견인에 EF80형과 공통으로 운용을 개시했다. 견인 구간은 우에노 - 미토간에서, EF80형에서 생략 되고 있던 '유쓰루' 견인기(우에노구)의 헤드 마크 게시가 같은 시기에 부활하고 있다.

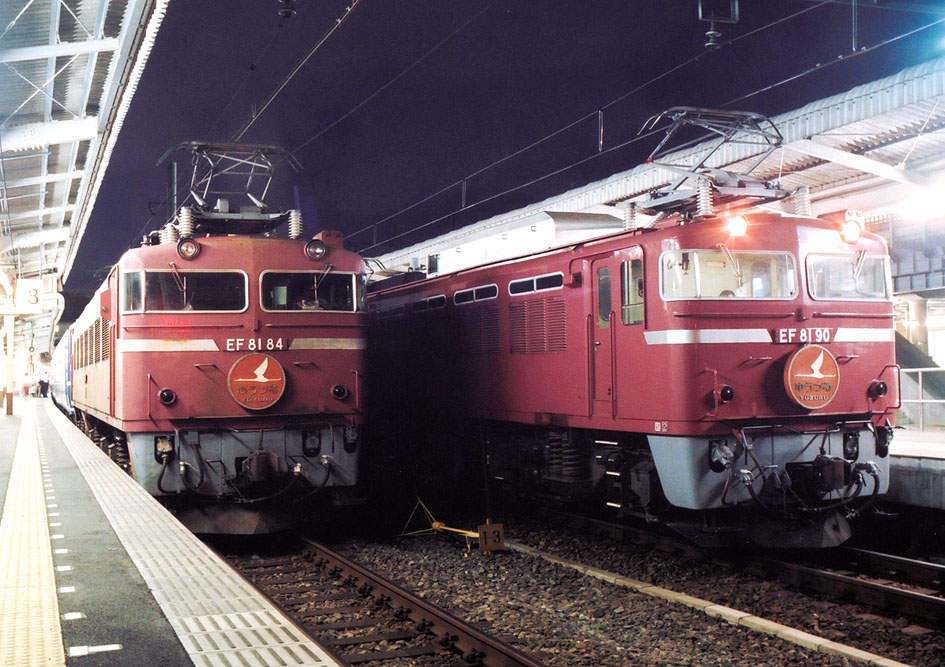
왼쪽: EF81 84가 견인하는 특급'유쓰루 5호'
오른쪽: EF81 90이 견인하는 특급 '유쓰루 3호'
(1985년/우에노역)

- 1985년 3월 14일 - 다이어 개정으로 이와키 화물역이 폐지되어 해당 역 구내의 이와키 기관구도 폐지되었다. 이와키구에 재적한 10량은 5량이 다바타구로 전출된 것 외에 오이타 운전소에 1량(75), 나가오카구에는 모지구로의 같은 형식 전출 보충으로 2량(76·77)이 전출되었다.
- 1985년 8월 - 조반선 침대특급 '유쓰루'의 운용(우에노 - 미토)을 모두 본형식으로 교체하여 EF80형의 운용이 종료된다. 이 운용은 침대특급 '호쿠토세이'의 운행 개시에 의해 객차 운용의 '유쓰루'가 폐지될 때까지 약 3년간 계속되었다.
- 1986년 1월 - 다바타구에서 간몬 터널용 EF30형의 치환용으로 모지구에 2량(301·302)이 전속한다.

#### 간몬 터널 구간
- 1973년 9월 - 간몬 터널 구간의 열차 증편 대응으로 300번대 2량이 모지 기관구에 신조 배치되어 시모노세키 - 모지간에서 EF30형과의 공통 운용을 개시했다. 300번대는 1974년 4월과 1975년 2월에 1량씩 추가 제작되고 있다. 중련 총괄 제어 기능을 탑재하지 않은 본형식은 화물열차로의 운용을 피해 소화물열차를 포함한 객차 열차 전용으로서 운용되었다.
- 1979년 3월 - 1978년 10월의 다이어 개정으로 화물열차를 중심으로 열차 정리가 실시되어 운용의 감소에 수반하여 모지 기관구의 300번대 2량(301·302)이 이와키 기관구로 전출되었다.
- 1986년 1월 - 300번대 2량(301·302)이 다바타 기관구에서 모지 기관구로 전입했다.
- 1986년 3월 - 1987년 3월 - 간몬 터널용 EF30형의 노후에 수반한 치환용으로 도야마 제2구의 3량(40 - 42)·다바타구의 7량(49 - 54·75)·나가오카 운전소의 4량(128·130 - 132)이 전출하여 모지구(8량), 오이타 분소(6량)로 전입했다. 이 14량은 전입 후에 중련 총괄 제어 대응화(400번대) 개조가 실시되어[10] EF30형이 전용하고 있던 간몬 터널 구간의 화물열차 운용을 본형식의 중련 운용으로 교체하였다. 같은 시기에 300번대 4량이나 중련 총괄 제어 대응으로 개조되어 400번대와의 공통 운용을 개시하고 있다.

### 민영화 이후

#### JR 동일본

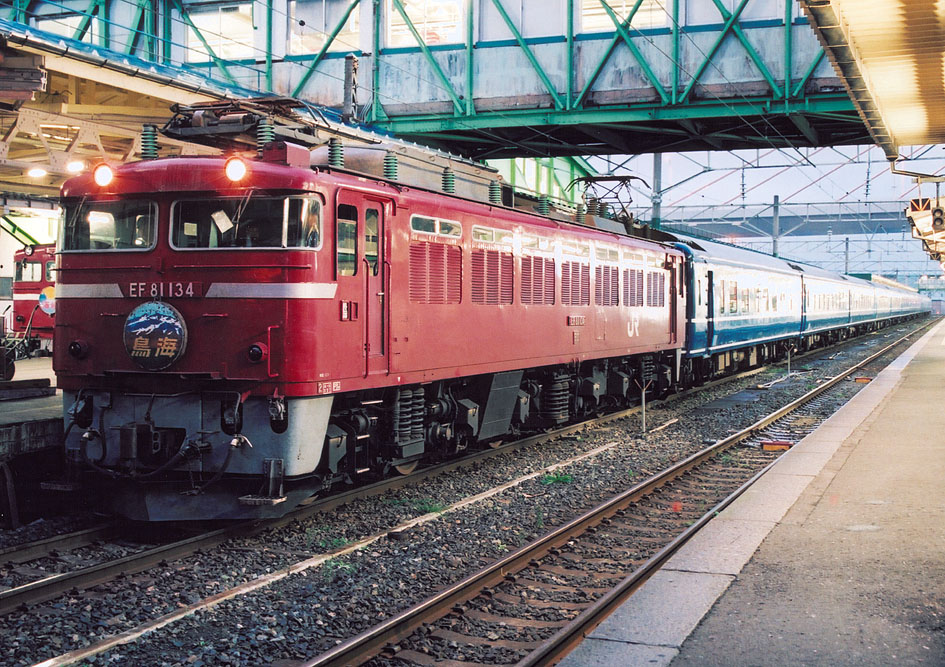
EF81 134가 견인하는 특급 '초카이' (아오모리역）
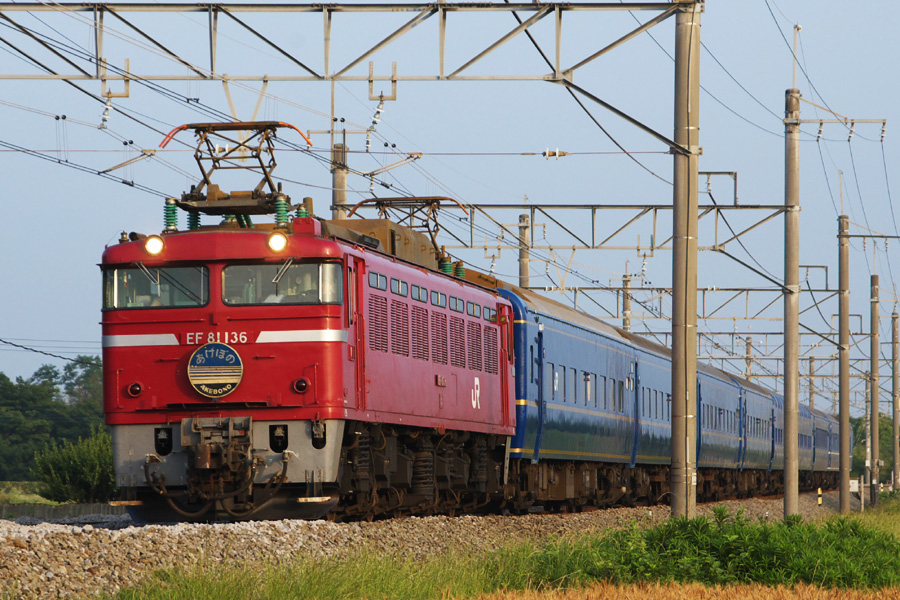
쌍두 연결기를 탑재한 EF81 136이 견인하는 특급 '아케보노'
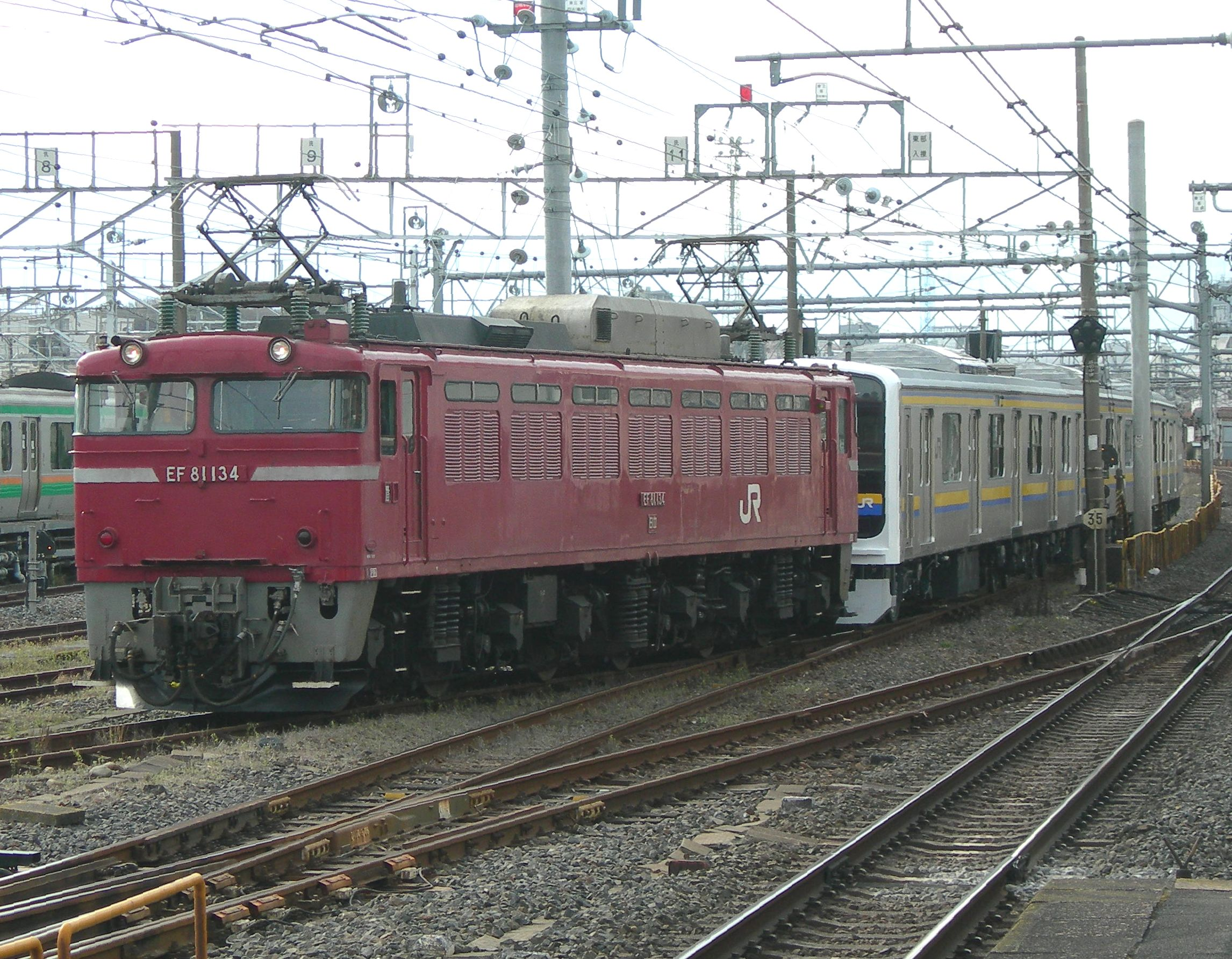
고리야마 종합 차량센터를 출장한 전동차를 견인하는 EF81 134 (오쿠역）

1987년의 국철 분할 민영화로 JR동일본에는 78량이 계승되었다. 그 번호는 다음과 같다.
- EF81 11 - 18・55 - 74・76 - 100・109 - 112・127・133 - 152

다바타 운전소·나가오카 차량센터·아오모리 차량센터에 배치되어 역내의 침대 특급 견인에 충당되는 것 외에 JR화물에서 수탁한 수도권 각선·일본해 종관선의 화물열차 견인에도 충당된다. 외부도색은 차례차례 변경되어 교류 전기 기관차와 동일한 빨강 2호로 변경되었다. 전답 운전소에 소속하는 차량 중 '호쿠토세이' 등의 침대 특급 견인을 주로 하는 차량에 대해서 주전동기의 재정비나 차륜의 교체 등 개수 공사를 담당했다. 이러한 차량은 차체 측면으로 '은의 유성'의 패턴이 그려져 개수미시공차와는 정기 운용을 나눌 수 있었다. 또한 쿠로이소역의 교직류 전환을 차상에서의 전환(정차하지 않고 통과중에 전환한다)으로 실시하기 위한 열차 선별 장치가 다바타 운전소에 소속된 차량의 모두에 탑재되었다.
개수차 중 '카시오페아' 견인용의 3량(79·92·99)은 흰 바탕에 황등청의 4색 도장, '슈퍼 익스프레스 레인보우' 도장기는 차체 측면에서 형식 번호를 다룬 거대한 'EF81'의 레터링을 실시한 디자인으로 사용된다.
특별 열차 견인기(81)는 '호쿠토세이' 견인기와 동일한 배색이지만, 난간·연결기·차륜 측면의 은빛 도장, 제륜자의 마찰 내밈 처리 등 장식이 잔존한다. 특별 열차 운용시에는 원색의 빨강 13호 도장으로 차체 측면에 가는 은의 라인을 넣을 수 있었다.
특이한 사양의 차량으로 전동차를 견인하기 위해 쌍두 연결기를 장비한 차량이 있다. 아오모리 차량센터 배치의 2량(136·139)과 나가오카 차량센터 배치의 4량(134·140·141·151)으로 아오모리 지구의 전동차를 고리야마 종합 차량센터에서 검사할 때의 견인기 등에 사용될 때 전기지령식 제동을 탑재한 전동차(209계 이후의 차량)에 제동을 걸기 때문에 제동 독체지령 장치(MON8)를 기관차에 탑재하여 거기에서의 지령에 의한 지령 회로 점퍼마개(KE100B-10 점퍼 연결기)를 증설한 관계로 일반차와는 스커트 주변이나 스노우 플로우의 형상이 다르다. 이 개조에 의해 기관차 전체 길이가 750mm 연장되었다.
2009년부터 2010년에 걸쳐 노후된 본형식의 일부를 교체 하기 위한 EF510형 500번대가 15량 도입되었다. JR 화물이 개발한 EF510형과 동일한 것으로 다바타 운전소에 소속되어 2010년 6월 25일부터 '카시오페아', 같은 해 7월 14일부터는 '호쿠토세이'로의 운용을 개시하였다.
'북두성'·'카시오페아'의 운용이 없어진 다바타 운전소의 EF81형은 전차량 공통으로 화물열차 견인에 사용되고 있었지만, 2010년 12월에 들어가면서 EF510형의 정기 화물열차 운용이 차례차례 개시되어 12월 4일의 다이어 개정시에는 EF81형에서 EF510형으로의 교체가 완료되었다. 다바타 운전소의 EF81형은 정기 열차의 운용에서는 철퇴하게 되었다. 향후 EF510형의 도입수와 같이 15량의 EF81형 폐차가 계획되고 있다.
- 1988년 3월 - 세이칸 터널 개통과 함께 침대특급 '호쿠토세이'가 운행을 개시하고, 게다가 우에노 - 아오모리간의 견인기로 충당되었다. 도호쿠 본선(우에노구)에서 우등 여객열차의 견인에 본형식이 정기 운용된 첫 사례[19]이다. '호쿠토세이'의 운행 개시에 수반해 '유쓰루'는 객차 열차로의 운용이 종료되고 있다. 또한 모리오카 - 아오모리간에서는 50계 객차나 12계 객차(2000번대)의 보통 객차 열차를 본형식의 혼합 운용으로 운행했다.
- 1993년 - 침대 특급 '아케보노'의 우에노 - 코고다간 견인기로 충당된다. 해당 열차는 1997년 조에쓰 선·우에쓰 선 경유로 변경되어 우에노 - 아오모리간의 견인에 본형식을 사용했다.
- 1994년 12월 - 침대 특급 '하쿠쓰루'가 583계 전동차에서 객차화되어 열차 전구간(우에노 - 아오모리)의 견인기로 2002년 12월의 해당 열차 폐지까지 충당되었다.
- 2009년 3월 14일 - 다이어 개정에 의해 침대 특급 '아케보노'의 일부 구간(우에노 - 나가오카) 운용을 나가오카 차량센터 배치의 EF64형으로 교체하여 본형식으로의 견인 구간이 나가오카 이북으로 단축되었다.
- 2010년 6월 24일 - 92호기가 견인하는 상행 '카시오페아'의 우에노 도착 열차에 본형식의 운용이 종료되었다.
- 2010년 7월 15일 - 87호기가 견인하는 상행 '호쿠토세이'의 우에노 도착 열차에 본형식의 운용이 종료되었다.

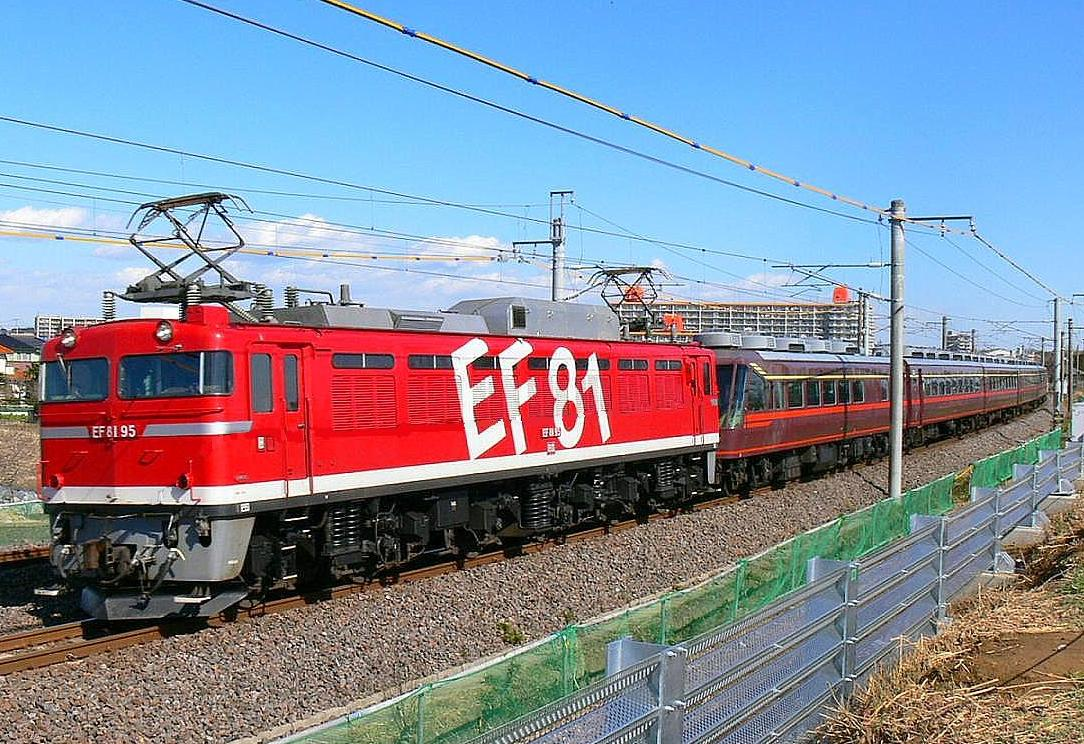
EF81 95 '레인보우색' (2007년 2월/조반선 후지시로 - 사누키）
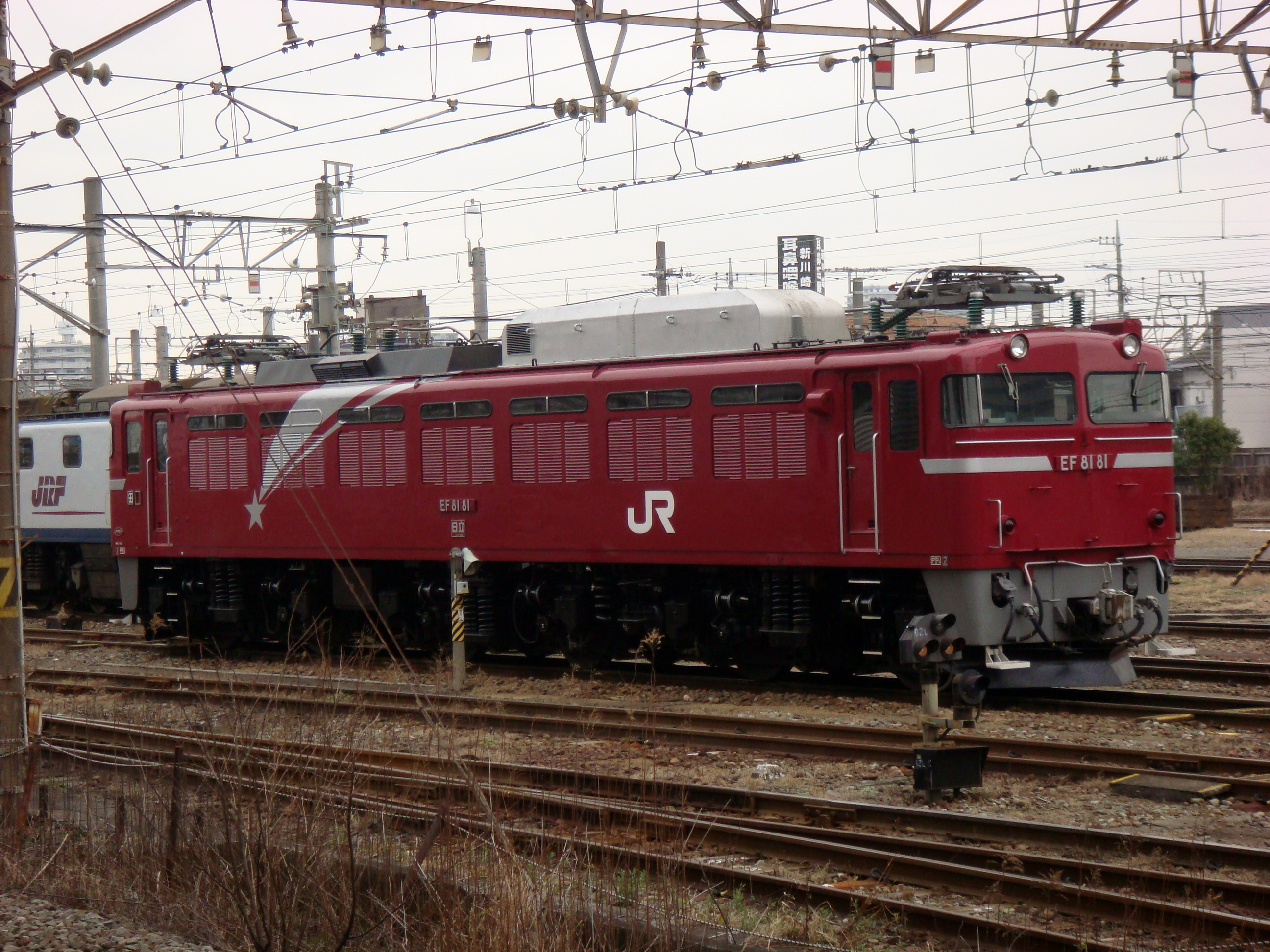
EF81 81 '호쿠토세이' 견인기 (2009년 3월/신쓰루미 기관구）

#### JR서일본

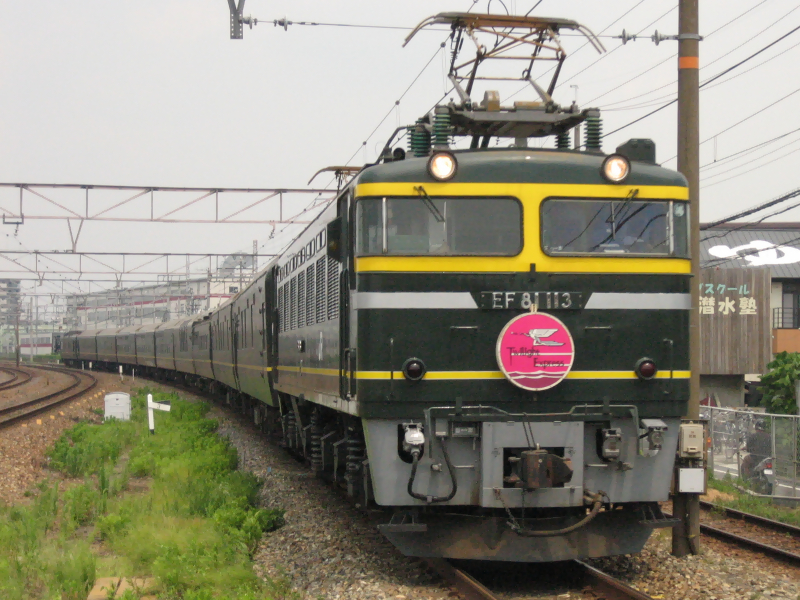
트와일라이트 익스프레스
견인기

1987년의 국철 분할 민영화 시 JR서일본에는 16량(43~48호, 101~108호, 113~114호)이 계승되었다. 계승된 열차는 후쿠이 지역 철도부 츠루가 운전출장소에 배속되어서 침대 특급 트와일라잇 익스프레스, 니혼카이, 쓰루기의 견인기로 사용되었다.
하지만 1992년 츠루기가 임시화된 이후 1994년 츠루기가 폐지되고 2008년 니혼카이가 감편하는 등 지속적으로 사용이 줄어듬에 따라 45-48호, 102, 105호가 폐차되었다. 이후 노후화 등의 문제로 2012년 3월 니혼카이가 임시열차로 전환되고 2013년 1월 임시열차 중단에 따라 같은 해 7월 8일 101호, 104호, 107호가 폐차되었다.
현재 대부분의 철도 침대 특급 트와일라잇 익스프레스의 견인기로 오사카 - 아오모리간의 일본해 종관선 구간에 충당되고 있다. 트와일라이트 익스프레스 견인에 사용되는 차량은 도색을 객차와 동일한 초록 2호+황색 배색으로 하였으며, 1989년의 해당 열차 운행 개시 시점에서는 4량(103·104·113·114)에 전용기화 도색 개조가 시공되었다. 이후 운행일이 증가함에 따라 2량(43·44)을 추가해 6량 체제로 운용하였다. 이후 연결기를 밀착식 자동 연결기로 교체한 다음 강화형의 완충 장치를 탑재하는 등 열차 운행시의 충격 완화 대책이 성립되었다.
현재 츠루가 운전출장소에 EF81 43, 44, 103, 106, 108, 113, 114호가 아직까지 운전되고 있으며, EF 103호와 EF 106호만이 일반 도색으로 운영되고 있다.

#### JR큐슈

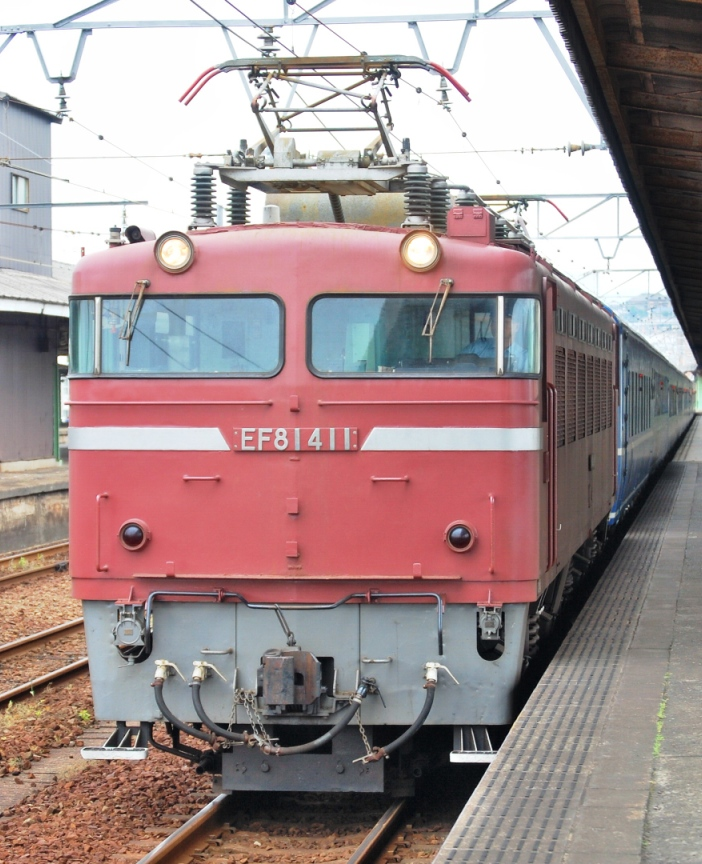
'하야부사・후지'를 견인하고 있는
EF81 411호

1987년의 국철 분할 민영화에 즈음하여 중련 운전이 가능한 400번대 6량(EF 81 409-414호)이 계승되었다.
오이타 철도 사업부 오이타 차량센터에 배치되어 있다. 칸몬 터널을 통과하는 침대 특급이나 화물열차에 사용되지만, 침대 특급의 삭감으로 운용이 감소했기 때문에 410·411의 2량만이 잔존한다. 2005년의 침대 특급 '스이세이' 폐지 후에는 소속구가 있는 오이타까지의 정기 운용이 없어진 것으로 인해 JR화물 모지 기관구 상주가 되어 일상의 검사작업을 포함하여 해당 회사로부터의 수탁 운용에 충당되고 있다. 2009년의 '하야부사·후지'폐지에 의해 이 2량의 정기 운용이 완전하게 없어졌다. 외부도색은 당초 교류 전기 기관차와 공통의 빨강 2호였지만, 그 후 전차량 빨강 13호로 변경되고 있다.

#### JR 화물
1987년의 국철 분할 민영화에 즈음하여 56량이 계승되었다. 그 번호는 다음과 같다.
- EF81 1 - 10・19 - 39・115 - 126・129・301 - 304・401 - 408

이들을 도야마 기관구·모지 기관구에 배치한 것 외에 1989년 이후 500번대·450번대를 신규로 제작하고 있다. 이것은 JR 이행 직후의 화물열차 증발에 대응하기 위한 것으로 여객철도 회사에서도 장거리 열차에 사용하는 본형식에는 차량의 여유가 없었기 때문이다.
2003년부터는 JR동일본의 잉여차를 구입하여 도야마 기관구와 히가시니가타 기관구에 배치했다. 2009년 현재 혼슈내의 배치는 도야마 1이 한곳에 집약되어 아오모리 신호장 - 오사카 화물터미널간의 일본해 종관선에서 화물열차에 사용되고 있다. 모지 배치차는 간몬 터널을 포함한 하타부 - 후쿠오카 화물터미널간에서 화물열차에 중련으로 사용된다. 같은 구간에서는 침대 특급의 견인에도 충당되어 왔지만, 열차의 폐지에 의해 2009년 3월 여객 열차의 운용은 종료되었다. 2010년부터는 토스 이남(야츠시로까지) 및 나가사키 본선(나베시마까지)에서의 화물열차의 운용도 시작되고 있다. 외부도색은 기본 번대·400번대는 빨강 13호이지만, JR동일본에서 구입한 차량은 구입시의 빨강 2호인 채 사용되고 있다. 모지에 배치되는 300번대는 301·302가 빨강 13호, 303·304는 스테인리스의 무도장이다.
본형식의 초기차는 차령 35년을 경과하여 계속 사용을 위한 갱신 공사가 차례대로 진행되고 있다. 내부 기기의 재정비·교환을 실시하는 것 외에 주전동기를 차축에 길게 걸쳐 놓는 베어링을 코로 베어링으로 교환한 차량도 있다. 이들 갱신 공사를 실시한 차량은 차체 하부 사방 또는 측면 중앙에 백선을 표시한다. 300번대에서는 전기에 갱신 공사가 시공되어 백대 표시(301)·엔드 표기 주위의 백 범위 도장(302·303)·정면의 청대(304)가 표시되었다. 304의 청대는 후년에 철거되고 있다.
후계기의 개발도 실시되면서 일본해 종관선에서는 2002년부터 EF510형의 사용이 개시되어 간몬 터널 구간에서 1,300t 열차를 운용하기 위해 2007년부터 EH500형의 사용을 개시하고 있다. 이들 신형식의 투입에 의해 경년이 높은 초기차를 중심으로 본형식의 퇴역이 시작되고 있다.

## 양도
JR동일본에서 JR화물로 다음의 8량이 양도되고 있다.
- 2003년도 - 135(1량)
- 2004년도 - 76·77·109·112·142·146·148(7량)

## 폐차
2008년도까지 3사에서 다음의 64량이 폐차되었다.
- 1992년도 - 1량
  - JR동일본 - 70(1량)
- 1993년도 - 1량
  - JR동일본 - 63(1량)
- 1995년도 - 2량
  - JR규슈 - 412·414(2량)
- 1996년도 - 3량
  - JR동일본 - 64·65·71(3량)
- 1998년도 - 1량
  - JR동일본 - 62(1량)
- 1999년도 - 2량
  - JR동일본 - 72·74(2량)
- 2000년도 - 6량
  - JR동일본 - 11·12·67·68·69·73(6량)
- 2001년도 - 4량
  - JR동일본 - 13·14·15(3량)
  - JR서일본 - 105(1량)
- 2002년도 - 3량
  - JR동일본 - 66·110(2량)
  - JR서일본 - 47(1량)
- 2003년도 - 3량
  - JR화물 - 1·6(2량)
  - JR동일본 - 111(1량)
- 2004년도 - 1량
  - JR동일본 - 16(1량)
- 2006년도 - 11량
  - JR동일본 - 61(1량)
  - JR큐슈 - 409·413(2량)
  - JR화물 - 3·4·5·7·8·9·30·34(8량)
- 2007년도 - 8량
  - JR동일본 - 17·18·55(3량)
  - JR화물 - 20·21·24·32·77(5량)
- 2008년도 - 18량
  - JR동일본 - 56·59·60·90·100·143·144·145·152(9량)
  - JR서일본 - 46(1량)
  - JR화물 - 23·29·31·35·36·38·109·112(8량)
- 2009년도 - 3량
  - JR동일본 - 83·89(2량)
  - JR서일본 - 102(1량)
- 2010년도 - 1량
  - JR동일본 - 84(1량)